# 안템나이

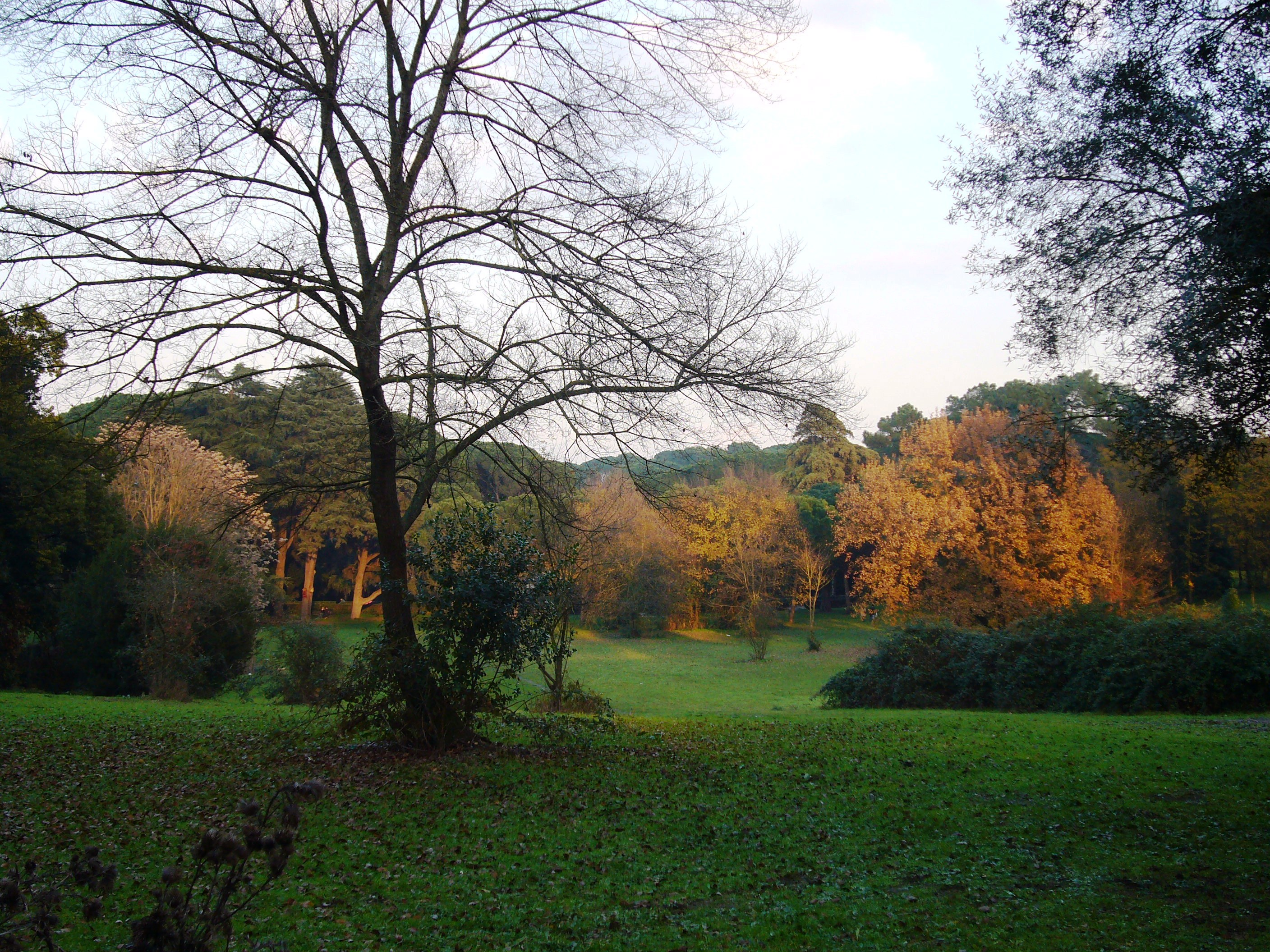

안템나이(Antemnae)는 이탈리아의 고대 라티움의 도시 이자 로마 식민지였다. 고대 로마에서 북쪽으로 2마일 떨어진 언덕(지금은 몬테 안테네)에 위치하여 아니에네강과 테베레강이 합류하는 지점을 지배하고 있다. 그것은 나중에 살라리아 가도의 서쪽에 있었고 지금은 현대 로마의 공원 안에 있다.

## 역사
이름은 Ante Amnes에서 파생되었다고 한다.
안템나이는 로마보다 오래된 것으로 간주되었다. 로마의 건국 신화에서 로마의 사람들은 때때로 사비니인으로 간주되어 로마 남성을 위한 아내를 공급하기 위해 로물루스가 조직한 넵툰 이퀘스터 축제에 참석한 사람들 중 하나였다. 사비니 여인의 강간으로 알려진 납치는 안템나이의 침략을 촉발했다고한다. 로마인들은 그들을 격퇴하고 그들의 도시를 정복했다. 파스티 트리움팔레스는 기원전 752년에 로물루스의 승리를 승리로 이끌었다. 로물루스 자신의 아내 헤르실리아(후에 신격화 됨)의 집이었기 때문에 ‘Hora’로), 그녀는 남편을 설득하여 현지인을 로마 시민으로 만들도록 설득하여 효과적으로 식민지 지위를 부여했다.
정착지는 이후에 거의 중요하지 않았지만, 키나-마리우스 분파와 술라 사이의 내전 동안 삼니움인이 술라에게 항복한 장소이자, 서고트족이 서기 410년 로마를 약탈하기 전 그 해에 알라리쿠스 1세의 야영지 중 하나였다.
19세기에는 잔해가 남아 있지 않은 것으로 알려져 있지만, 이탈리아의 안테네 요새 건설 중에 수행된 발굴 작업에서 1880년경에 우물, 여러 오두막, 수조 및 고대 도시의 방어벽 흔적이 발견되었다. 공화국 말기 별장 유적도 발견됐다.